# Kevin Van Hoovels
Kevin Van Hoovels, né le 31 juillet 1985 à Bonheiden, est un cycliste belge spécialiste de VTT cross-country. Il termine 19e de l'épreuve olympique 2012.
Il se fait remarquer lors des championnats de Belgique 2012 par son manque de professionnalisme. En effet, devancé au sprint par Kevin Pauwels, il effectue une crise de nerfs en s'effondrant à terre, en sanglots, et ce devant les médias.

## Palmarès en VTT

### Coupe du monde
- Coupe du monde de cross-country
  - 22e en 2014
  - 28e en 2015

### Championnats nationaux
- 2006
  -  Champion de Belgique de cross-country espoirs
- 2010
  -  Champion de Belgique de cross-country
- 2011
  -  Champion de Belgique de cross-country marathon